# Die hermetische Garage
Die hermetische Garage (französisch: Le Garage hermétique) ist ein satirischer Science-Fiction-Comic von Moebius. Die Hauptfiguren sind Major Grubert und Jerry Cornelius.

## Handlung
Major Grubert gilt als Schöpfer eines Asteroiden, der eine Welt beherbergt, die in drei Ebenen unterteilt ist. Da er vermutet, dass monsterartige Wesen wie die Bakaliten oder sein Erzfeind Jerry Cornelius in jene Welt eingedrungen sind, begibt er sich selbst ins Innere dieses merkwürdigen Asteroiden.
In der Hauptstadt der zweiten Ebene, Armjourth, sucht er einen gewissen Graad. Der Schütze Yetchem schießt indessen den Flieger des Schicksals ab. Nun entstehen in der Plasmahaut der Ebene enorme Risse und Beben und Zerstörung setzen ein. Jerry Cornelius ist in der Hauptstadt angekommen, während Grubert bereit für den Übertritt in die erste Ebene ist. Hier treffen sie auf den Meister der Oberebene, der die Macht an sich reißen will, aber der Plan wird durch den Bakaliten verhindert.

## Hintergrund
Moebius zeichnete die ersten beiden Seiten eher aus Scherz. Herausgeber Jean-Pierre Dionnet fand diese Seiten beim Zeichner zuhause und bat um eine Veröffentlichung. Nach jener im Magazin Métal hurlant sollte eine Fortsetzung erscheinen. Da Moebius keine Kopien besaß, zeichnete er die neue Episode in einem neuen Stil. Als eine selbstgesetzte Herausforderung wurden so ständig neue Handlungsstränge, Personen und Begebenheiten eingeführt. So entstand eine 99-seitige Geschichte.

## Veröffentlichung
Die Serie wurde in jeweils zwei bis vierseitigen Episoden im Comicmagazin Métal hurlant von 1976 bis 1979 und danach als Album veröffentlicht. Auf gleiche Weise wurde sie in Deutschland in Schwermetall 1980–1983 abgedruckt.
Deutschsprachige Alben-Veröffentlichungen:
1. Die luftdichte Garage, Volksverlag, 1983, 101 Seiten, ISBN 3-88631-124-4 (einfarbig, übersetzt aus dem Französischen von Daniela und Rüdiger Böhm, Lettering von Marianne Nuß)
2. Die hermetische Garage des Jerry Cornelius, Carlsen Verlag, 1990, 104 Seiten, ISBN 3-551-02842-7 (in Farbe, übersetzt aus dem Französischen von Resel Rebiersch)
3. Möbius' hermetische Garage, Feest/Ehapa, 1991–1994 (in Farbe, Übersetzung der kolorierten Ausgabe von Moebius' Airtight Garage aus dem Amerikanischen von Karlheinz Borchert)
  - Band 1: Der Prinz von Nirgendwo
  - Band 2: Die vier Königreiche
  - Band 3: Die Rückkehr des Jouk
  - Band 4: Zufallswelten
4. Die hermetische Garage, Cross Cult, 2008, 128 Seiten, ISBN 978-3-936480-69-6 (schwarz-weiß, übersetzt aus dem Französischen von Anselm Blocher und Astrid Ewerhardy-Blocher)